# Campeonato Nacional Amateur de Fútbol (México)
El Campeonato Nacional de Fútbol Amateur fue un torneo de fútbol mexicano para aficionados, que enfrentaba a las selecciones de cada una de las entidades federativas de las que se componía el país en ese momento. Fundado en 1933 a iniciativa del Gobierno Federal y avalado por la Federación Mexicana de Fútbol, se convirtió en la máxima competencia amateur a nivel nacional del balompié de dicho país. En 1972 se transformó en un torneo juvenil bajo el nombre de Copa Benito Juárez, teniendo hoy en día también la participación de instituciones educativas y gubernamentales.

## Historia
En 1932 el presidente sustituto de la República, Abelardo L. Rodríguez, decreta la creación del Departamento Autónomo de Educación Física del DF y nombra para dirigirlo al general Tirso Hernández, quien contaba con experiencia en el Comité Olímpico Mexicano y en el área deportiva de la Secretaría de Guerra y Marina. El objetivo de dicha institución era unificar los mandos deportivos y extender la práctica del deporte a nivel nacional, sobre todo el béisbol y el fútbol.
El Gobierno Federal como parte de la política de desarrollo del país, a través de la Dirección General de Educación Física y con el apoyo de las autoridades de la SEP y de la Secretaría de Guerra y Marina, convoca a los estados de la república a organizar sus campeonatos estatales para obtener a su respectivas selecciones y enfrentarlas en un Campeonato Nacional Amateur.
Uno de los primeros pasos para lograr el objetivo planteado, fue la división del país en 32 zonas deportivas, (los entonces 28 estados, el Distrito Federal y los tres territorios federales).

## Historial de Campeones
| Año[actualizar] | Campeón              |
| --------------- | -------------------- |
| 1933            | A.D.O                |
| 1934            | Combinado Extranjero |
| 1935            | Distrito Federal     |
| 1936            | Distrito Federal     |
| 1937            | Distrito Federal     |
| 1938            | Distrito Federal     |
| 1939            | Distrito Federal     |
| 1940            | Distrito Federal     |
| 1941            | Jalisco              |
| 1942            | Guanajuato           |
| 1943            | Jalisco              |
| 1944            | Guanajuato           |
| 1945            | Nuevo León           |
| 1946            | Distrito Federal     |
| 1947            | Jalisco              |
| 1948            | Jalisco              |
| 1949            | Jalisco              |
| 1950            | Nuevo León           |
| 1951            | Distrito Federal     |
| 1952            | Guanajuato           |
| 1953            | Jalisco              |
| 1954            | Jalisco              |
| 1955            | Distrito Federal     |
| 1956            | Distrito Federal     |
| 1957            | Distrito Federal     |
| 1958            | Jalisco              |
| 1959            | Jalisco              |
| 1960            | Distrito Federal     |
| 1961            | Tamaulipas           |
| 1962            | Guanajuato           |
| 1963            | Guanajuato           |
| 1964            | Baja California      |
| 1965            | Distrito Fedreral    |
| 1966            | Guanajuato           |
| 1967            | Guanajuato           |
| 1968            | Distrito Federal     |
| 1969            | Guanajuato           |
| 1970            | Veracruz             |
| 1971            | Tamaulipas           |
| 1972            | Jalisco              |
| 1973            | Hidalgo              |
| 1974            | IPN                  |
| 1975            | Distrito Federal     |
| 1976            | Jalisco              |
| 1977            | UNAM                 |
| 1978            | Jalisco              |
| 1979            | Jalisco              |
| 1980            | Distrito Federal     |
| 1981            | Distrito Federal     |
| 1982            | Jalisco              |
| 1983            | San Luis Potosí      |
| 1984            | Puebla               |
| 1985            | Jalisco              |
| 1986            | Distrito Federal     |
| 1987            | Nuevo León           |
| 1988            | Nuevo León           |
| 1989            | Colima               |
| 1990            | Jalisco              |
| 1991            | Distrito Federal     |
| 1992            | Guerrero             |
| 1993            | Distrito Federal     |
| 1994            | Veracruz             |
| 1995            | Distrito Federal     |
| 1996            | Querétaro            |
| 1997            | Jalisco              |
| 1998            | Hidalgo              |
| 1999            | Nuevo León           |
| 2000            | Jalisco              |
| 2001            | Jalisco              |
| 2002            | Distrito Federal     |
| 2003            | Sonora               |
| 2004            | UNAM                 |
| 2005            |                      |
| 2006            |                      |
| 2007            |                      |
| 2008            |                      |
| 2009            |                      |
| 2010            |                      |
| 2011            | Querétaro            |
| 2012            | Sinaloa              |
| 2013            | Querétaro            |
| 2014            |                      |
| 2015            |                      |
| 2016            |                      |